# Daniel Palau i Valero
Daniel Palau i Valero (Barcelona, 7 de desembre de 1972) és el bisbe de Lleida.
Llicenciat història de l'art per la Universitat de Barcelona (1995), en Teologia per la Facultat de Teologia de Catalunya (2006) i en Filosofia per la Universitat Ramon Llull (2006), l'any 2013 es va doctorar per la Pontifícia Universitat Gregoriana de Roma. Dirigeix també la Càtedra de Teologia Pastoral 'Arquebisbe Josep Pont i Gol' i la revista Quaderns de Pastoral (2a època), de la col·lecció 'pastoral.doc' del Centre de Pastoral Litúrgica.
Des del 2020 és membre conseller del Centre de Pastoral Litúrgica, i des del 2023 vicedegà de la Facultat de Teologia de Catalunya. El 10 de gener de 2025 fou nomenat degà de la Facultat de Teologia de Catalunya pel trienni 2024-2027.
El 21 de maig de 2025 es va fer públic el seu nomenant com a bisbe de Lleida en substitució de Salvador Giménez Valls. Va ser ordenat bisbe el 19 de juliol de 2025 a la catedral de Lleida per l’arquebisbe de Tarragona Joan Planellas, amb el cardenal Joan Josep Omella i el bisbe emèrit Salvador Giménez com a co-consagradors.